# SC Tavria Simferopol
SC Tavria Simferopol este un club de fotbal din Simferopol, Crimeea care a câștigat titlul de campioană a Ucrainei în 1992 și Cupa Ucrainei în 2010. Tavria este prima campioană a Ucrainei, câștigând prima ediție a Campionatului Ucrainei, și este una din cele doar trei echipe care au câștigat titlul de campioană în această țară, celelalte două fiind Dinamo Kiev și Șahtior Donețk.

## Istoric
Formația Tavria Simferopol a luat ființă în 1958, sub numele de "Avanhard". Acest nume l-a păstrat până în anul 1963, când și-a căpătat actuala denumire, "Tavria".
Singurul sezon petrecut de Tavria Simferopol în Liga Superioară a URSS a fost în 1981, iar în cele 34 de partide disputate de Tavria pe prima scenă a fotbalului sovietic această echipă a reușit opt victorii, șapte egaluri și 19 înfrângeri, marcând 27 de goluri și încasând de două ori mai multe.
Tavria Simferopol a fost una dintre echipele care a evoluat în primul sezon al Campionatului Ucrainei de Fotbal, în 1992. A ieșit pe primul loc în Grupa A, la două puncte peste Șahtior Donețk, jucând finala împotriva lui Dinamo Kiev, cea care a participat în Grupa B. În finală, Tavria a învins cu scorul de 1-0, într-un meci disputat la Kiev, devenind prima campioană a Ucrainei. Ca urmare a câștigării titlului de campioană, Tavria a evoluat în sezonul 1992-1993 al Ligii Campionilor, primul în formatul UEFA Champions League. Totuși, Tavria a fost eliminată din competiție de campioana Elveției, FC Sion, care a învins-o în ambele manșe, cu scorul general de 7-2.
De atunci, Tavria nu a mai reușit nicio mare performanță, însă a rămas pe prima scenă a fotbalului ucrainean, reușind clasări destul de bune. Este una din cele cinci echipe care nu a retrogradat niciodată din Prima Ligă Ucraineană.

## Evoluția în competițiile europene
Europa League:
| Sezon   | Runda    | Țara     | Adversar         | Acasă | Deplasare | Scor general |
| ------- | -------- | -------- | ---------------- | ----- | --------- | ------------ |
| 2010–11 | Play-off | Germania | Bayer Leverkusen | 1–3   | 0–3       | 1–6          |

Champions League:
| Sezon   | Runda      | Țara              | Adversar   | Acasă | Deplasare | Scor general |
| ------- | ---------- | ----------------- | ---------- | ----- | --------- | ------------ |
| 1992–93 | Calificări | Republica Irlanda | Shelbourne | 2–1   | 0–0       | 2–1          |
|         | 1st        | Elveția           | Sion       | 1–3   | 1–4       | 2–7          |

## Palmares
- Prima Ligă Ucraineană: 1992

- Cupa Ucrainei: 2010
- Finalistă: 1994

## Lotul actual
Conform site-ului oficial.
| Nr. |                  | Poziție | Jucător                    |
| --- | ---------------- | ------- | -------------------------- |
| 1   | Serbia           | P       | Damir Kahriman             |
| 2   | Ucraina          | F       | Dmytro Popovych            |
| 4   | Croația          | M       | Marin Ljubičić             |
| 5   | Ucraina          | F       | Oleksandr Aksyonov         |
| 6   | Suedia           | M       | Gustav Svensson            |
| 7   | Ucraina          | A       | Yuriy Habovda              |
| 8   | Ucraina          | M       | Vladyslav Pavlenko         |
| 9   | Ucraina          | M       | Stanislav Prychynenko      |
| 10  | Ucraina          | A       | Maksym Feschuk             |
| 11  | Ucraina          | A       | Serhiy Melnyk              |
| 12  | Israel           | F       | Dani Bondar                |
| 15  | Brazilia         | F       | Célio                      |
| 16  | Coasta de Fildeș | M       | Marco Né                   |
| 18  | Ucraina          | M       | Serhiy Nazarenko (captain) |
| 19  | Ucraina          | M       | Dmytro Yarchuk             |

| Nr. |           | Poziție | Jucător             |
| --- | --------- | ------- | ------------------- |
| 20  | Tunisia   | F       | Anis Boussaïdi      |
| 21  | Ucraina   | A       | Volodymyr Korobka   |
| 22  | Ucraina   | F       | Dmytro Matviyenko   |
| 23  | Ucraina   | P       | Serhiy Pohorilyi    |
| 25  | Ucraina   | M       | Maksym Kalynychenko |
| 26  | Ucraina   | M       | Ivan Komlyev        |
| 27  | Argentina | M       | Rubén Gómez         |
| 29  | Ucraina   | M       | Ivan Hlyvyi         |
| 30  | Ucraina   | M       | Oleh Humenyuk       |
| 31  | Ucraina   | P       | Serhiy Sitalo       |
| 39  | Ucraina   | F       | Semen Datsenko      |
| 44  | Ucraina   | F       | Yuriy Putrash       |
| 77  | Ucraina   | M       | Maksym Prykhodnoy   |
| 94  | Ucraina   | A       | Hryhoriy Kalyuzhnyi |
| 99  | Ucraina   | M       | Dmytro Sevodnyayev  |

## Jucători notabili
- Iuri Dmitrulin
- Oleksandr Holovko
- Edmar
- Ionel Pârvu

## Antrenori
- Anatoly Konjkov
- Vladimir Muntyan
- Oleh Fedorchuk
- Anatoly Korobochka (1999–2000)
- Anatoliy Zayaev (2002-2004)
- Mykola Pavlov (2004-2005)
- Oleh Fedorchuk (2005-2006)
- Mykhailo Fomenko (2006-Sep.2008)
- Serghei Pucikov (Sep.2008-prezent)

## Evoluția clasărilor în campionat și cupă
| Season  | Div.    | Pos. | Pl. | W  | D  | L  | GS | GA | P  | Domestic Cup | Europe | Europe         | Notes             |
| ------- | ------- | ---- | --- | -- | -- | -- | -- | -- | -- | ------------ | ------ | -------------- | ----------------- |
| 1992    | 1st "A" | 1    | 18  | 11 | 6  | 1  | 30 | 9  | 28 | 1/16 finals  |        |                | [ 2 ]             |
| 1992–93 | 1st     | 10   | 30  | 11 | 4  | 15 | 30 | 39 | 26 | 1/8 finals   | ECL    | 1st round      |                   |
| 1993–94 | 1st     | 8    | 34  | 12 | 10 | 12 | 41 | 34 | 34 | Runner-up    |        |                |                   |
| 1994–95 | 1st     | 5    | 34  | 17 | 8  | 9  | 61 | 37 | 59 | 1/2 finals   |        |                |                   |
| 1995–96 | 1st     | 12   | 34  | 12 | 8  | 14 | 46 | 46 | 44 | 1/4 finals   |        |                |                   |
| 1996–97 | 1st     | 6    | 30  | 13 | 5  | 12 | 36 | 46 | 44 | 1/16 finals  |        |                |                   |
| 1997–98 | 1st     | 14   | 30  | 8  | 9  | 13 | 35 | 41 | 33 | 1/8 finals   |        |                |                   |
| 1998–99 | 1st     | 9    | 30  | 10 | 7  | 13 | 33 | 39 | 37 | 1/4 finals   |        |                |                   |
| 1999–00 | 1st     | 13   | 30  | 7  | 8  | 15 | 32 | 51 | 29 | 1/8 finals   |        |                |                   |
| 2000–01 | 1st     | 7    | 26  | 8  | 9  | 9  | 24 | 31 | 33 | 1/8 finals   |        |                |                   |
| 2001–02 | 1st     | 7    | 26  | 8  | 6  | 12 | 27 | 36 | 30 | 1/8 finals   |        |                |                   |
| 2002–03 | 1st     | 9    | 30  | 9  | 7  | 14 | 36 | 50 | 34 | 1/16 finals  |        |                |                   |
| 2003–04 | 1st     | 12   | 30  | 7  | 11 | 12 | 26 | 40 | 32 | 1/4 finals   |        |                |                   |
| 2004–05 | 1st     | 7    | 30  | 11 | 9  | 10 | 34 | 28 | 42 | 1/4 finals   |        |                |                   |
| 2005–06 | 1st     | 7    | 30  | 11 | 6  | 13 | 29 | 31 | 39 | 1/8 finals   |        |                |                   |
| 2006–07 | 1st     | 5    | 30  | 12 | 6  | 12 | 32 | 30 | 42 | 1/2 finals   |        |                |                   |
| 2007–08 | 1st     | 5    | 30  | 13 | 8  | 9  | 38 | 40 | 47 | 1/4 finals   |        |                |                   |
| 2008–09 | 1st     | 8    | 30  | 10 | 7  | 13 | 41 | 45 | 37 | 1/4 finals   | IC     | 3rd round      |                   |
| 2009–10 | 1st     | 6    | 30  | 12 | 9  | 9  | 38 | 38 | 45 | Winner       |        |                |                   |
| 2010–11 | 1st     | 7    | 30  | 10 | 9  | 11 | 44 | 46 | 39 | 1/16 finals  | EL     | Play-off Round |                   |
| 2011–12 | 1st     | 6    | 30  | 12 | 9  | 9  | 43 | 36 | 45 | 1/16 finals  |        |                |                   |
| 2012–13 | 1st     | 11   | 30  | 10 | 5  | 15 | 27 | 46 | 32 | 1/4 finals   |        |                | 3 points deducted |
| 2013–14 | 1st     |      |     |    |    |    |    |    |    | 1/16 finals  |        |                |                   |